# Noize MC
Noize МС (рус. Но́йз Эмси́; настоящее имя — Ива́н Алекса́ндрович Алексе́ев; род. 9 марта 1985, Ярцево, Смоленская область), последний альбом и видеоклип выпущены как Noi3e MC, — рэп‑рок‑исполнитель, автор песен и музыкант.

## Псевдоним
Как утверждает сам музыкант, псевдоним он выбрал во время выступлений на школьных дискотеках, где дешёвая аппаратура всегда «фонила» и «хрипела», отсюда и происходит «MC Noize» (англ. noise — шум). Впоследствии приставка «MC» ушла в конец, придав псевдониму индивидуальность.

## Биография

### Детство, раннее творчество (1985—2002)
Родился 9 марта 1985 года в городе Ярцево Смоленской области. Мать Алексеева по образованию химик (умерла в январе 2010), а отец — музыкант. В 1994 году родители развелись. С 8—9 лет начал писать первые стихи, а в 10 лет увлёкся музыкой. Зимой 1995—1996 года поступил в музыкальную школу по классу классической гитары. Через год вместе с матерью он переехал в Белгород, где дважды стал лауреатом областного конкурса исполнителей на классической гитаре: в 1998 и 2000 году.
Будучи поклонником гитарной рок-музыки, в 13 лет собрал свою первую группу. В начале 2000-х отметился в группе «Рычаги машин» в роли басиста и бэк-вокалиста. По признанию самого музыканта, его кумирами были участники группы Nirvana. Нахлынувшая вскоре волна популярности The Prodigy не оставила Ивана равнодушным. Под впечатлением от композиции «Diesel Power (ft. Kool Keith)» он пробует писать рэп, продолжая параллельно играть на гитаре в рок-группе.
Вместе с одноклассником Аркадием, известным под псевдонимом «Adik 228», участвовал в местной хип-хоп-группе V.I.P., которая быстро приобрела локальную популярность благодаря активным выступлениям на площадках Белгородской области. Когда интерес к проекту иссяк, одноклассники Noize MC и Adik образовали рэп-дуэт Face2Face. Группа участвовала во многих областных фестивалях, конкурсах и концертах, с успехом выступила на международном фестивале в Харькове.
В 2001 году окончил музыкальную школу, а в 2002 — общеобразовательную, с золотой медалью. Этим же летом музыкант поступил в Российский государственный гуманитарный университет, в связи с чем был вынужден оставить группу и переехать в Москву.

### Становление (2003—2006)
Поселившись в студенческом общежитии РГГУ, занялся сольным творчеством. В 2003 году организовал альтернативную рок-группу Protivo Gunz, все участники которой были иногородними студентами РГГУ. Именно в общежитии университета, по признанию самого артиста, он оттачивал мастерство исполнения фристайлов, читая их под акустическую гитару на студенческих вечеринках. Там же были сочинены и записаны подавляющее большинство демотреков Noize MC и Protivo Gunz, ставших популярными в молодёжной среде благодаря сети Интернет.
В период с 2003 по 2005 год Noize MC участвовал в различных фристайл-баттлах и прочих клубных и сетевых хип-хоп-соревнованиях, где регулярно занимал призовые места, а группа Protivo Gunz гастролировала по Подмосковью, выступая в ДК, клубах, барах и на открытых площадках.
В марте 2005 года Noize MC победил известного рэпера MC Молодого в финале баттла, проводимого в рамках фестиваля уличной культуры Snickers Guru Klan, и получил приглашение от организаторов стать ведущим и судьёй площадки «Чел-аут» другого крупного уличного фестиваля — «Snickers Урбания».
В мае этого же года переехал из общежития РГГУ в съёмную комнату на Арбате. В это время группа Protivo Gunz регулярно выступала с импровизированными уличными концертами, некоторые из которых прерывались сотрудниками милиции.
Два года подряд, в 2005 и 2006 годах, Noize MC ездил с командой «Сникерс Урбании» по стране и на вырученные деньги записывал студийный материал, часть которого вышла в различных рэп-сборниках. Летом 2006 года Noize MC подписал контракт с рэп-лейблом Respect Production как сольный исполнитель, но работу с Protivo Gunz не прекратил. 9 сентября 2006 года группа становится победителем всероссийского конкурса «Urban Sound».
Иван также подрабатывал как автор; например, для певицы Тани (с которой у них был общий продюсер) он написал ряд композиций, среди которых и «Обломки чувств».

### Растущая популярность (2007—2008)
В качестве главного приза за победу в Urban Sound для Protivo Gunz был снят низкобюджетный видеоклип на «Песню для радио» — старую композицию из сольного репертуара Ивана Алексеева, который был взят в ротацию на телеканал «Муз-ТВ». По настоянию лейбла артист в выходных данных был указан как Noize MC. В ноябре 2006 года трек появился в эфире радиостанции «DFM». В марте 2007 года в «горячую» ротацию на Муз-ТВ попадает переснятый по инициативе самого телеканала клип на эту же песню. Режиссёром стал эстонский клипмейкер Хиндрек Маасик.
13 апреля 2007 года был подписан контракт между Noize MC и Respect Production и российским подразделением Universal Music Group. Музыкальные журналисты расценили подписание контракта как знаковое событие не только для самого музыканта, но и для всего российского хип-хопа. «Переоценить это событие непросто — отмечает обозреватель портала Rap.ru. — На наших глазах андеграунд-исполнитель становится артистом лейбла с международным именем». Изначально планировалось выпустить дебютный альбом Noize MC совместными усилиями Respect Production и Universal Music Russia, но несколькими месяцами позже предыдущий лейбл артиста полностью передал его в распоряжение Universal.
Параллельно Noize MC одержал победу в крупнейшем русскоязычном интернет-соревновании — «7-м официальном хип-хоп-баттле портала Hip-Hop.ru», проходившем с октября 2006 года по апрель 2007 года. В баттле принимали участие более 3000 русскоязычных рэперов со всего мира. Позже на одну из композиций баттла «За закрытой дверью» был снят видеоклип, впервые представленный публике в сентябре 2007 года. Режиссёром снова стал Хиндрек Маасик. Осенью композиция попала в ротацию на радиостанции и музыкальные телеканалы, заняв 10 место в списке «100 лучших песен MTV-2007».
Летом 2007 года Иван Алексеев снялся в одной из главных ролей в проекте продюсерского центра Павла Лунгина — фильме «Розыгрыш», ремейке популярной картины Владимира Меньшова 1976 года. Иван сыграл Игоря Глушко, старшеклассника, молодого музыканта, переехавшего в Москву из Тюменской области после гибели родителей. Noize MC выступил также в качестве композитора, написав саундтрек к картине. Премьера Розыгрыша состоялась 22 мая 2008 года. По мотивам фильма был снят видеоклип на композицию «Моё море», находящийся в ротации на телеканале A-ONE.

### Дебютный альбом и дальнейшее творчество (2008—2011)
В конце мая 2008 года Иван Алексеев объявил о расторжении контракта с Universal Music. На соответствующей пресс-конференции представитель менеджмента музыканта Григорий Зорин пояснил: «Хороший артист должен быть независимым от крупных лейблов, и Ваня за очень короткое время прошёл путь от самого молодого нового артиста до артиста, который может напрямую работать с дистрибуцией, минуя все лейблы».
Дебютный альбом Noize MC под названием «The Greatest Hits vol. 1» был выпущен на лейбле «Мистерия звука» и поступил в продажу 17 июня 2008 года.
В декабре 2008 года участвовал в концерте группы «НАИВ». Также в 2008 году им был написан главный хит певицы Тани Терёшиной «Обломки чувств». В 2009 году снова выступает на Арбате и активно гастролирует по стране.

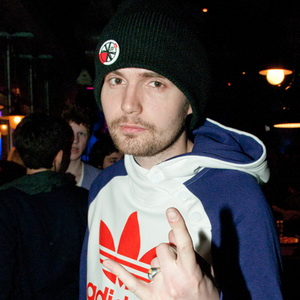
Noize MC на праздновании 15-летия программы News Блок на MTV Россия 12 апреля 2011 года

28 мая 2010 года выпустил «Последний альбом». В этом же году, Noize MC второй раз подряд принял участие в Урбании 2010, но уже в качестве хедлайнера. В поддержку своего «Последнего альбома» он спел новые песни и свои уже знакомые хиты в 11 городах России.
Вместе с альбомом была выпущена книга «Underground», написанная барабанщиком группы.
Павел Тетерин, барабанщик классического состава группы, вдохновлённый романом Дмитрия Глуховского «Метро 2033», материалом для «Последнего альбома» и атмосферой репетиционной базы, расположенной в подвале бывшего завода, написал книгу «Последний альбом».
Одновременно с этим возникла идея создания аудиокниги под названием '«Underground»', которая распространялась в составе подарочного издания альбома. В отличие от традиционной аудиокниги, прочитанной одним исполнителем, '«Underground»' представляет собой полноценный радиоспектакль с музыкальным сопровождением и актёрским составом. В записи приняли участие музыканты группы, их друзья и коллеги, работавшие над альбомом.
Аудиокнига также содержит альтернативную аранжировку песни '«Жечь электричество»' и акустическую версию композиции '«На Марсе классно»', которые официально не издавались. Примечательно, что в финальной версии '«На Марсе классно»' использованы голоса персонажей книги, в том числе голос Александра «Чачи» Иванова, детский голос и другие реплики, восклицающие «На Марсе классно!».
В 2010 Иван Алексеев дебютировал на 41 месте рейтинга «Звезды и деньги» русскоязычной версии Forbes, из-за заработка в 0,9 млн долларов за 2009 год и большого количества запросов в поиске Яндекса.
В 2010 году, благодаря песням «Mercedes S666», «10 суток» и резкой социальной ориентации своих текстов, Иван стал часто упоминаться в эфирах политических радиостанций Русской Службы Новостей и Эха Москвы, получив таким образом известность и среди старшего поколения.
В 2010 году спародировал Сергея Шнурова, записав песню «Побрей звезду».
Примерно в то же время суд постановил, что Анатолий Барков невиновен в ДТП, унёсшем жизни Веры Сидельниковой и Ольги Александриной, на что рэпер откликнулся песней «Mercedes 777», где Барков предстаёт на этот раз в виде ангела во плоти, в отличие от песни «Мерседес S666», записанной сразу после вышеупомянутого ДТП.
10 ноября 2010 года Иван был приглашён на концерт Юрия Шевчука и группы «ДДТ», где спел песни «Кури бамбук» и «На Марсе классно». Концерт проводился с уклоном на «последний день милиции», так как в следующем году органы будут называться уже по-иному.
В 2011 году на одном фестивале, упомянув, что Михаилу Горшенёву скоро будет 40, на сцене появился он сам и спел с ним. Сам Иван выложил это видео в YouTube.

### 2012—2014годы
Выход «Нового альбома» Noize MC был назначен на весну 2012 года, позднее дата релиза на ThankYou.ru была назначена на 1 апреля. Релиз состоялся на день раньше. В первый день выхода альбома страница была перегружена из-за большого количества поклонников, желающих услышать и скачать альбом.
В июне 2012 года группа выступила в городе Архангельске на рок-фестивале «Остров».
В конце 2012 Noize MC заявили о выпуске двух альбомов в 2013 году: Protivo Gunz — рок-альбом с переписанными старыми песнями, исполнявшимися группой Protivo Gunz, приуроченный к 10-летию группы (11 апреля), и рэп-альбом (осень). 9 апреля был выложен первый трек из рок-альбома «Рок — это кал», записанный совместно с Васей Васиным (группа «Кирпичи»), 10 апреля был выложен клип на песню «Бассейн», а 11 апреля все желающие могли приобрести альбом Protivo Gunz в iTunes. Альбом также вышел в ограниченном количестве на компакт-кассетах.
6—7 апреля 2013 года Иван Алексеев отыграл акустический и электронный концерты в Минске, 12 апреля — Краснодар, 13 апреля — Москва, 19 апреля — Курск, 21 апреля — Нижний Новгород, 25 апреля — Киев, 27 апреля — Санкт-Петербург, 28 апреля — Воронеж, 30 апреля — Екатеринбург, 25 мая — Абакан, 31 мая — Казань.
28 мая в рамках студенческого проекта Химического факультета МГУ побывал в гостях у студентов, где пел песни и отвечал на вопросы. Встреча проходила без использования ненормативной лексики[значимость факта?].
16 октября на сайте Rap.ru были опубликованы обложка альбома «Неразбериха» и дата его выхода — 28 октября.
На сайте «Яндекс. Музыка» альбом появился раньше — 24 октября.
В начале ноября 2013 года Noize MC был специальным гостем баттла Slovo, в котором участвовал во фристайл-поединке против Кубинца. В конце того же месяца он принял участие в баттле Versus против хип-хоп-исполнителя Гарри Топора.
Режиссёром Андреем Кудиненко запланирован выпуск фильма-триллера «Hard Reboot» с участниками группы в главных ролях. Однако сбор денег по принципу краудфандинга на выпуск фильма не принёс желаемых результатов.
В новогоднюю ночь на 1 января 2014 года начиная с 00:00 телеканал «MTV» показал 40-минутную часть концерта «10 лет группе Noize MC», прошедшего весной 2013 года.
10 сентября 2014 года Noize MC выпустил шестой студийный альбом под названием Hard Reboot. В альбоме присутствует совместный трек «Hard Reboot» с американским рэпером Astronautalis, а также совместные треки с поэтессами Верой Полозковой (трек «абв&эюя») и Мариной Кацубой (трек «М»).
В сентябре 2014 года телеканал «MTV-Россия» включил Noize MC в число пяти претендентов на звание «Лучший российский исполнитель».
С ноября 2014 года Noize MC принимал участие в премьере 3d-мюзикла «Джульетта & Ромео», описывающем действие трагедии «Ромео и Джульетта» в XXII веке. В мюзикле Noize MC сыграл роль наркодилера, «воспевающего некий эликсир, приносящий вечное счастье». Режиссёр мюзикла Януш Юзефович отметил, что он выбрал для участия в мюзикле Ивана Алексеева, потому что посетил его концерт и понял, что Noize MC является «потрясающим артистом мирового уровня». По его оценке, хотя Noize MC не имеет актёрского образования, он «очень талантливый, способный», также у него очень хорошая фактура и умение работать на площадке. Юзефович также отметил, что Noize MC скоро примет на себя и роль Меркуцио, к которой его пока не смогли до конца подготовить из-за занятости артиста.

### 2015—2021 годы
12 января 2015 года группа Noize MC прекратила восьмилетнее сотрудничество с лейблом «Универсам Культуры». 20 января состоялась премьера клипа на песню «Порвав Поводок», записанную специально для фильма «Ёлки лохматые». Все средства, собранные с продаж сингла в Интернете, перечисляются в благотворительный фонд «Подсолнух». Гастрольная деятельность группы в 2015 году началась в феврале с международного норвежского фестиваля Barents Spectakel.
В марте Иван Алексеев громко отметил своё 30-летие двумя юбилейными концертами: 15 марта в Санкт-Петербурге в клубе «А2» и 20 марта в Москве в клубе «Stadium Live». 10 марта состоялась премьера клипа «Роботы». 20 марта в свет вышло лимитированное переиздание альбома с символичным названием «Hard Reboot 3.0». В пластинку вошли новые треки, такие как «Иордан», записанный совместно с группой Atlantida Project, и сингл «Порвав Поводок», а также несколько новых ремиксов; остальные треки из оригинальной пластинки были пересведены заново.
В апреле 2015 года клип на песню «Yes Future!» стал первым русскоязычным панорамным видео в YouTube; только спустя 2 года после релиза Youtube стал поддерживать функцию «360-градусов», благодаря чему «Yes Future!» обрёл вторую жизнь. Из-за отмены первого в российском туре концерта в Краснодаре по независящим от группы причинам Noize MC принял решение о проведении онлайн-трансляции концерта из московской студии специально для краснодарских поклонников. Дальнейшие весенние концерты прошли без происшествий.
18 апреля 2015 года Noize MC принял участие во всероссийской ежегодной акции «Тотальный Диктант» в качестве диктора. Местом для проведения диктанта послужил родной университет артиста — РГГУ. 5 июня на телеканале A-One состоялась премьера клипа «Говорящие головы», снятого в музее «Дом-Перевертыш» на ВВЦ. 8 августа Noize MC представил новый концертный формат «Нойз в музее». Эксклюзивный акустический концерт под открытым небом прошёл на территории Парка искусств МУЗЕОН Москвы. Также в выступлении принял участие резидент группы — DJ Stufford.
9 сентября 2015 года состоялась премьера клипа на песню «Иордан», записанную совместно с питерской группой Atlantida Project. 22 сентября Noize MC участвовал в благотворительном концерте «Нота поддержки» фонда «Подсолнух». Онлайн-трансляция концерта состоялась на сайте afisha.ru. 12 октября в Москве состоялась премьера фильма Романа Либерова «Сохрани мою речь навсегда» о поэте серебряного века Осипе Мандельштаме. Заглавной музыкальной композицией фильма послужил трек Noize MC «Сохрани мою речь», вместивший в себя и стихи Мандельштама, и оригинальный текст Noize MC. 1 ноября Noize MC презентовал первый в истории группы сингл «Мэйк Сам Нойз» на концертах с оркестром с одноимённой концертной программой в Санкт-Петербурге (1 ноября в клубе «А2») и Москве (13 ноября в клубе «Ray Just Arena»).
13 ноября 2015 года вышел сборник лучших песен Noize MC в акустическом исполнении «*кустик*». К созданию трек-листа этой пластинки было привлечено многотысячное фан-сообщество группы Noize MC: на протяжении месяца в социальных сетях проводились голосования за любимую песню из каждого альбома. Помимо отобранных поклонниками песен в сет-лист Noize MC включил раритетный трек «18:30», также впервые официально опубликовалась песня «Мерин». 14 ноября Алексеев выступил в составе разогрев-группы на концерте Limp Bizkit в Оренбурге.
19 ноября 2015 года на сцене Государственного Кремлёвского Дворца Noize MC стал победителем в номинации «Hip-Hop года» премии «Music Box 2015».
2016 год Noize MC открыл премьерой нового видео «Сохрани Мою Речь» на заглавную музыкальную тему из одноимённого фильма. 11 апреля 2016 года вышел клип на песню «MakeSomeNoize», первый сингл из грядущего номерного альбома. 1 мая, в день, когда совпали праздники Мира и Труда и Православной Пасхи, состоялся релиз англоязычного видео «Lenin Has Risen» на YouTube-канале VEVO.

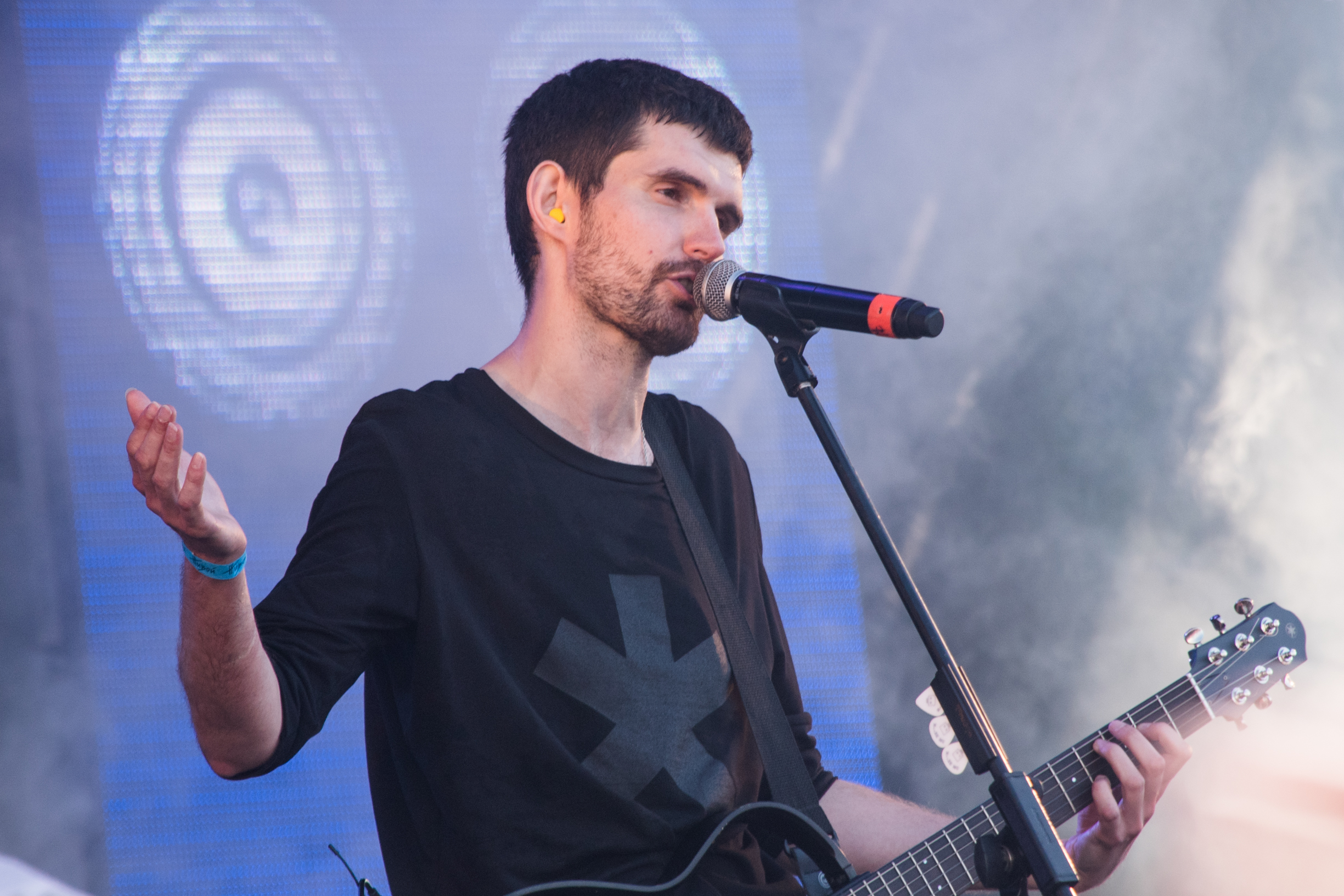
Noize MC на фестивале «Живой!» 13 августа 2017 года

Концертная весна 2016 года проходила за территорией Российской Федерации: группа дала концерты в Казахстане, Кыргызстане, Латвии, Литве и Эстонии, а также в Германии и Нидерландах.
В свободное от концертов время Иван Алексеев проводил в студии за записью нового номерного альбома, а также хип-хоп-оперы «Орфей и Эвридика» — нового проекта, к которому артист написал всю музыкальную часть и в котором сыграл главную роль. Показ состоялся 7 июля 2016 года в пространстве Tesla 4000. 18 ноября 2016 года в Москве состоялась презентация нового альбома «Царь горы», а 26 ноября — в Санкт-Петербурге. 16 декабря 2016 состоялся его студийный релиз. По версии портала Rap.Ru, альбом стал лучшим среди русских рэп-альбомов в 2016 году.
25 апреля 2017 года Иван принял участие в большом интервью в рамках проекта «вДудь», где ответил на вопросы о Шнуре, Хованском, Оксимироне и другие. 14 июля выступил на большом концерте в московском Зелёном театре.
31 мая 2018 года в сеть был выложен новый альбом, имеющий одну целостную историю, состоящую из 30 треков — «Хипхопера: Орфей & Эвридика». Концепция альбома основывается на адаптации древнегреческого мифа об Орфее и Эвридике в реалиях современного шоу-бизнеса, а за основу была взята одноимённая советская рок-опера. Многие песни из альбома были представлены ещё в 2016-м году на сцене концертной площадки «Тесла» в Москве. В записи альбома также приняли участие Лейла Магомедова, Олег Груз, Maestro A-Sid, Анастасия Александрина, RE-pac, ST, Тимур Родригез и Лариса Кокоева.
7 ноября 2018 года выпустил EP из четырёх песен под названием «No Comments». Релиз отличался особой депрессивностью, не присущей творчеству Noize MC, а в текст заглавной песни «В темноте» были взяты цитаты из стихотворений И. А. Бродского «Не выходи из комнаты, не совершай ошибку», «Я сижу у окна».
10 сентября 2019 года, на 55-летие лидера группы «Гражданская Оборона», выпустил социальную композицию «Всё как у людей», используя в семпле строчку Егора Летова, а сама композиция посвящена последним событиям страны, митингам, власти.
4 октября 2019 года вышел совместный клип Noize MC и Сони Сандовала из P.O.D. «Chasing the horizon». В начале ноября был выпущен клип «Почитай старших», который снял режиссёр Ладо Кватания.
26 апреля 2020 года вышел клип «26.04» посвящённый чернобыльской аварии. 3 июня Noize MC выпустил трек «Давай сбежим», который является диссом на Егора Крида и рэпера Loc-Dog. В песне Иван в иронической манере осуждает обоих артистов за то, что те по обоюдному согласию ушли с 17 независимого баттла (где должны были выступать друг против друга) и записали совместный трек «Карие глаза».
31 августа 2020 года Noize MC выпустил сингл «Лига легенд». Песня была записана в сотрудничестве с лигой киберспорта и организаторами турниров по компьютерной игре «League of Legends».

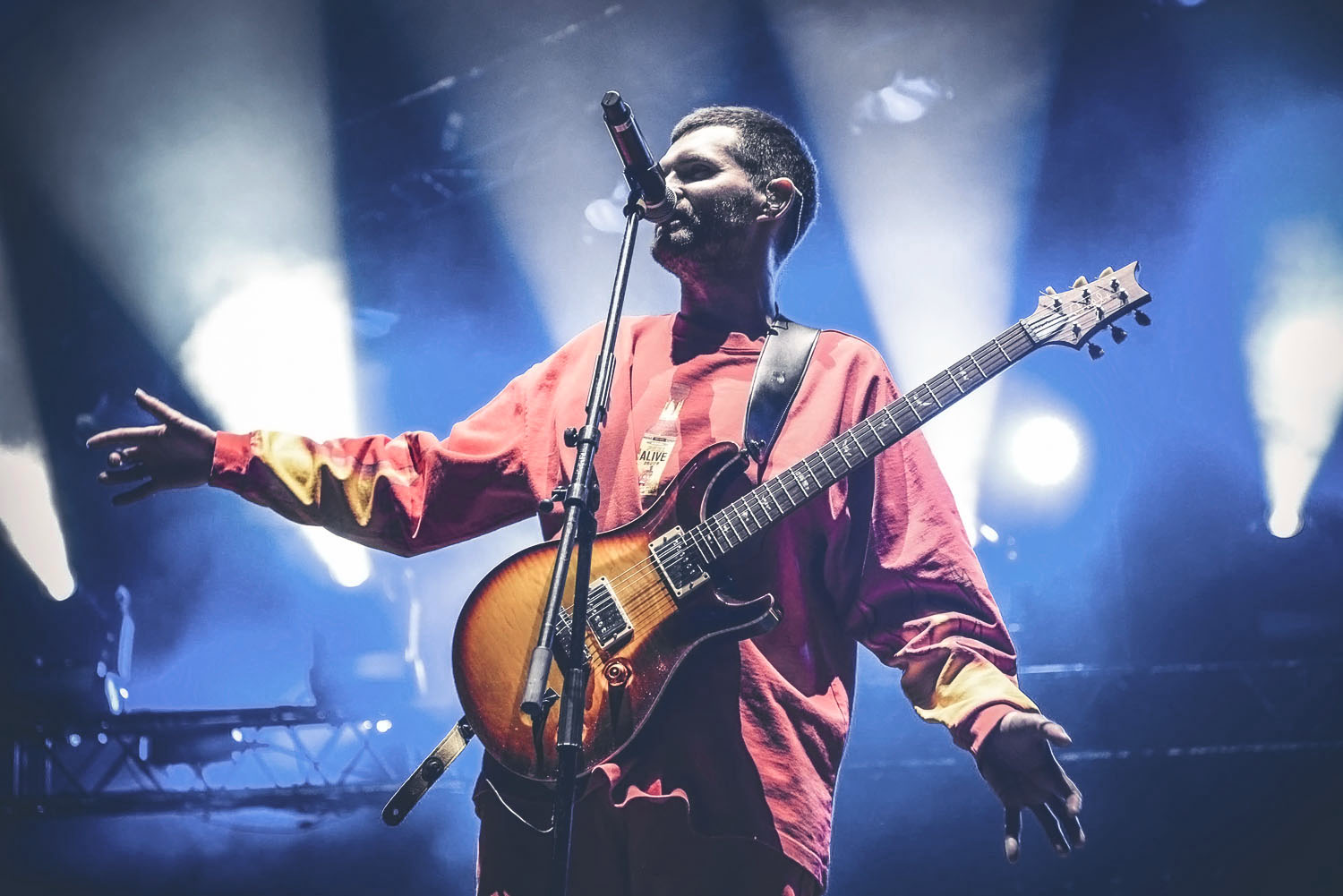
Noize MC в 2020 году

13 ноября 2020 года Noize MC выпустил макси-сингл «Вояджер-1», состоящий из четырёх аранжировок одноимённого трека. В песне Иван оживляет знаменитый беспилотник и делится его мыслями и переживаниями, проводя аналогию с человеческим одиночеством.
На осень 2021 года был запланирован ранее несколько раз переносимый из-за пандемии тур «Всё как у людей», однако, из-за неудовлетворительного состояния здоровья артиста и давления на организаторов концерта из-за политической позиции Ивана тур был отменён: из планировавшихся 37 концертов удалось организовать лишь три.
19 ноября 2021 года Иван выпустил свой девятый студийный альбом под названием «Выход в город». Автором обложки стал современный российский художник Дима Ребус, работающий с акварелью, дождевой водой и химическими растворами. В этот день была опубликована первая половина треков, полная версия альбома стала доступна 17 декабря.

### Эмиграция (с 2022)

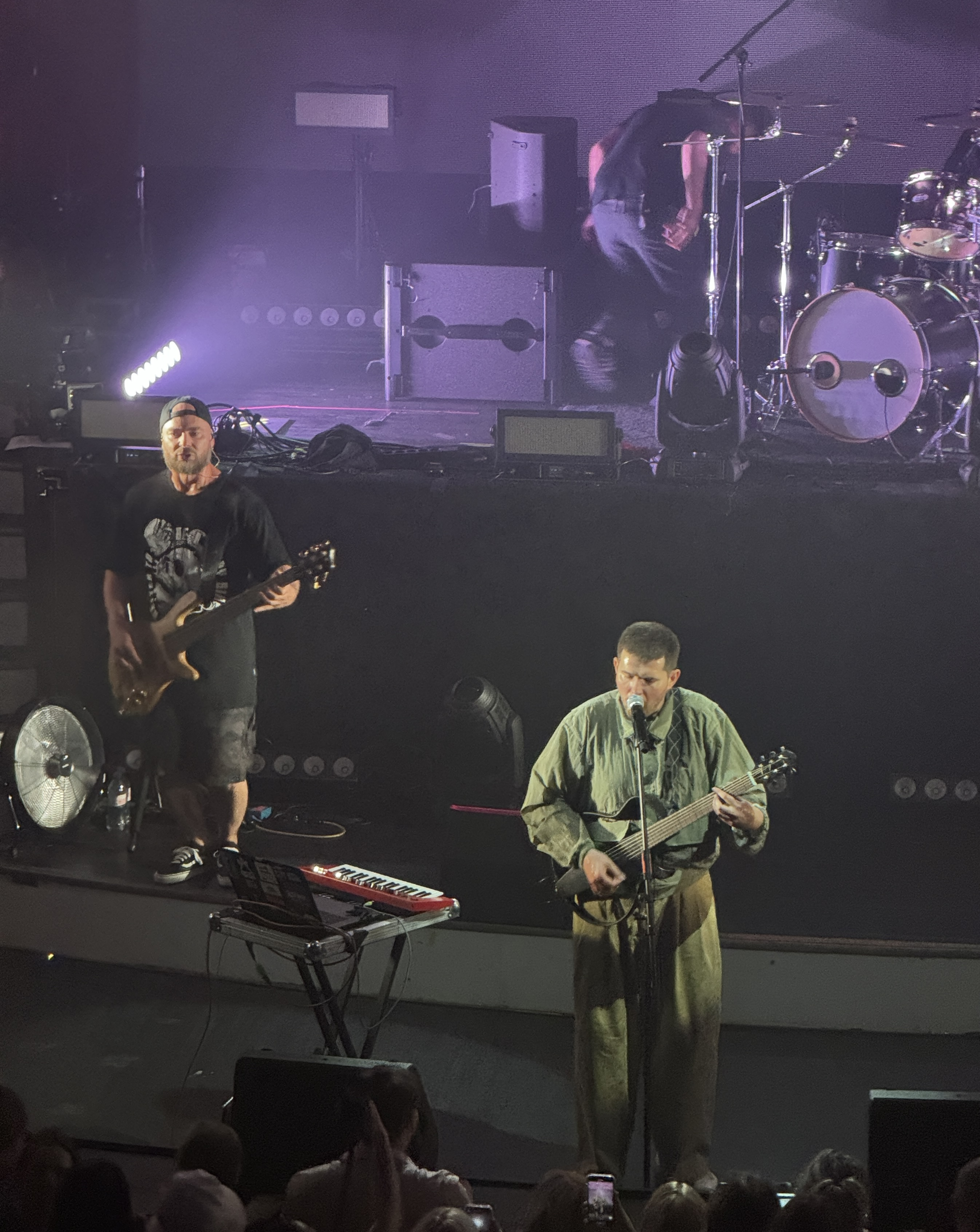
Noize MC на сольном концерте в Хельсинки (2024)

23 февраля 2022 года выпущен концертный клип на песню «Столетняя война».
В феврале-марте вместе с семьёй переезжает в Вильнюс по политическим соображениям. 20 марта выступил на антивоенном фестивале Sound of Peace в Берлине. В апреле-мае принял участие в совместном с Монеточкой благотворительном туре Voices of Peace (Рига, Вильнюс, Варшава, Прага, Берлин, Осло). 21 апреля на концерте в Варшаве презентовал песню «Аусвайс». С июня по декабрь давал концерты в городах Европы, Азии и США в рамках зарубежного этапа тура «Всё как у людей».
Летом дал второе интервью Юрию Дудю, в котором рассказал об отмене концертов в России, своей гражданской позиции, детстве и пр.
В сентябре 2022 года Noize MC, Монеточка и Витя Исаев создали супергруппу Voices of Peace; первой песней и клипом группы стали «Криокамеры».
30 сентября был выпущен live-альбом Voyager-2 и его видео-версия. Альбом и видео были записаны на московских выступлениях в ноябре 2021 года.
5 октября выпустил песню «Страна дождей» и клип на неё.
В январе 2023 года принял участие в альбоме-сборнике «После России», записав трек «Парнас» на стихи поэта Бонгарта.
23 января выпустил песню «Кооператив „Лебединое Озеро“» и клип на неё. 27 февраля анонсирован концертный тур «Лебединое Озеро» в апреле-мае по 12 городам Европы и Азии. Впоследствии тур продолжился осенью в 20 городах Европы и Азии.
4 июня 2024 года выступил на концерте «Привет, это Навальный» в Берлине, который был посвящён памяти Алексея Навального.
3 октября 2024 года выпустил сингл «Светлая полоса» и сообщил о работе над новым альбомом.
9 декабря 2024 группа профессоров Столичного университета Осло номинировали Noize MC и Монеточку на Нобелевскую премию мира.
В декабре 2024 года Noize MC принял участие в новогоднем концерте уехавших из России артистов «Мирные огоньки».
14 марта 2025 года выпустил альбом «Не все дома», который состоит из 16 треков, часть из которых были выпущены ранее в формате синглов, а 7 были выпущены впервые.

## Личная жизнь
Женат на Анне Алексеевой, отец двоих сыновей — Василия (род. 2010) и Михаила (род. 2012). Музыкант скрывает свою жену от прессы и не желает выставлять личную жизнь напоказ. Несмотря на плотный концертный график, Иван старается проводить больше времени с семьёй, путешествовать вместе. Ряд композиций Noize MC посвящён жене и детям.
С 2022 года проживает в Литве.

## Гражданская активность

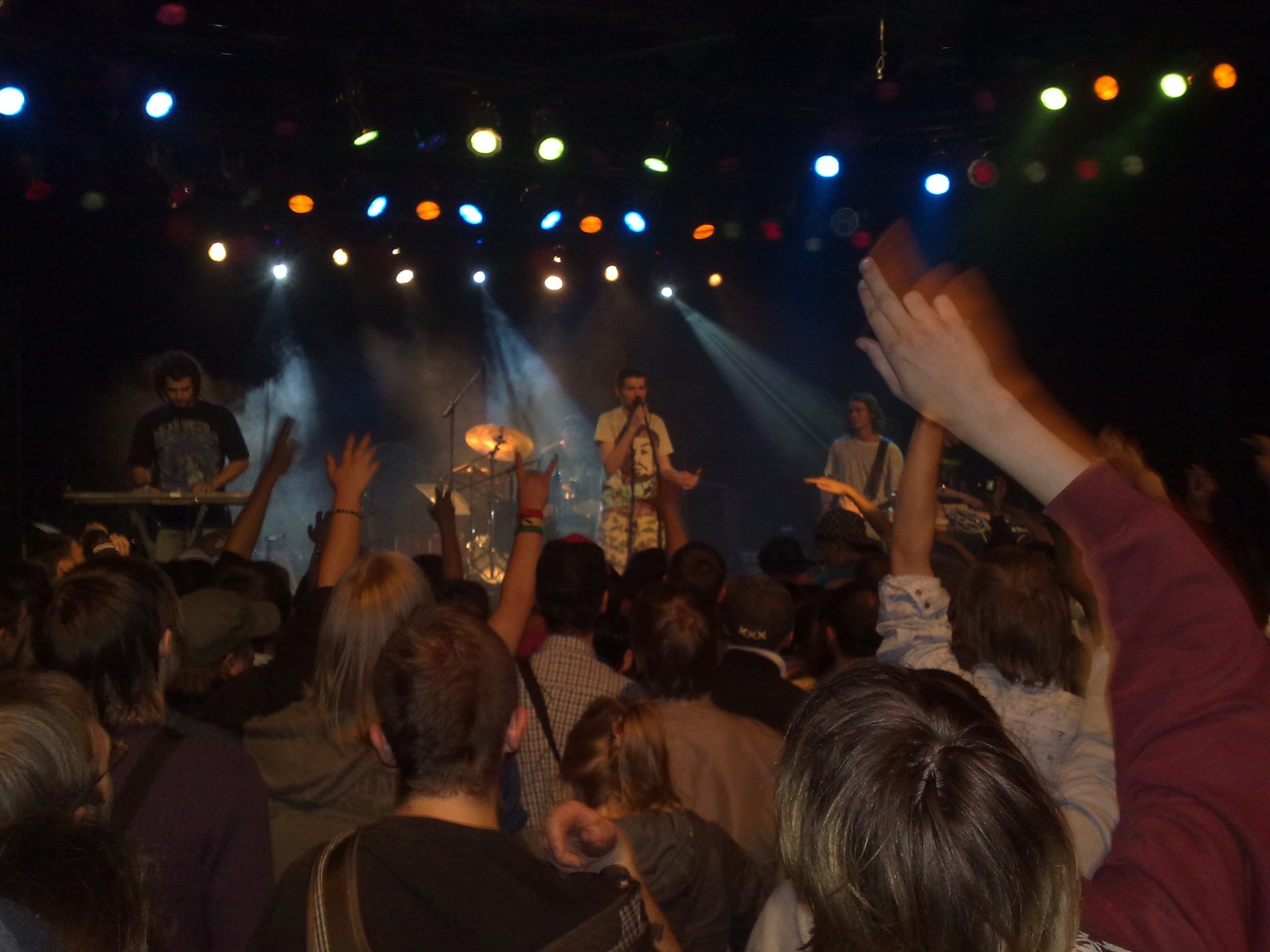
Noize MC на живом концерте в эфире телеканала O2TV 8 августа 2008 (шоу «Брать Живьём»), где он резко осудил развязывание Войны в Южной Осетии (Война 8-8-8), которая началась в тот день

У Noize MC записаны совместные треки с группой «Тараканы!» — «Властелины Вселенной» и «Ляпис Трубецкой» — «Капитал», «Болт», основное содержание которых — протест против чрезмерного обогащения олигархов и критика современного российского капитализма.
По утверждению Ивана, движение «Наши» просило записать для них гимн. Рэпер от этого отказался, сочинив в ответ ироничную песню «Наше движение».
За фристайл-рифмы рэперу приходилось отвечать в суде. Так, в 2009 году административное дело в отношении Ивана Алексеева возбудил Госнаркоконтроль. Производитель алкогольных энергетиков Jaguar организовал тогда фестиваль Yaga Fest. Приглашённые музыканты должны были сымпровизировать со сцены гимн напитка. Поднявшись на сцену с пачкой шприцев, Noize MC спел:

Тебе все говорят, что героин — это яд,

Наконец, настало время заткнуть этих ребят.

Он полезен, он полезен, он полезен и точка,

Фирма «Ягуар» в этом уверена прочно!

После припева («Йес-Йес! Какой крутой замес! Добро пожаловать на героин-фест!») рэпер набрал в шприцы напиток и бросил в толпу. Помимо ФСКН претензии Алексееву предъявил и производитель энергетика, обвинив того в неисполнении договорённостей и нанесении имиджевого ущерба.
Noize MC имеет в своём репертуаре несколько антифашистских песен: «Пушкинский рэп», «Чёрное/Белое», «Эдем 14/88» и «Девочка-скинхед». В интервью «Новой газете» Noize MC отмечал, что после выхода «Нового альбома» в 2012 году он потерял праворадикальных
фанатов, которым не понравились антифашистские треки альбома, что они очень активно и агрессивно комментировали в Интернете. На вопрос «Жаль их терять?» Noize MC ответил: «Скатертью дорога!».
28 февраля 2010 года Noize MC опубликовал трек «Мерседес S666», посвящённый ДТП на Ленинском проспекте с участием вице-президента «Лукойла» Анатолия Баркова. По оценкам СМИ, песня получила широкий резонанс в интернете и обществе.
Специализированный сайт «Rap.ru» в материале про итоги 2010 года отметил: «Трудно вспомнить ещё хотя бы одно рэп-видео, вызывавшее сходный общественный резонанс».
22 мая 2010 года, в программе «Культурный шок», в эфире радиостанции «Эхо Москвы» Иван Алексеев высказывался о недопустимости запретов концертов определённых групп на примере Белгородской области.
31 июля 2010 года Иван Алексеев после своего концерта в Волгограде был задержан сотрудниками милиции. Ему было предъявлено обвинение в оскорблении сотрудников милиции по статье «Мелкое хулиганство». Конфликт с милицией возник во время концерта: при исполнении композиции «Бабки в шапку» один из участников группы, барабанщик Павел Тетерин традиционно отправился в зал с головным убором, куда по замыслу концерта зрители должны были кидать мелочь (это элемент шоу). Во время этого шоу сотрудники обратились к Алексееву с требованием «Прекратить заниматься попрошайничеством». В ответ на это действие милиции Иван Алексеев со сцены сказал:

Я горд вам сообщить, что Волгоград — это первый город, где так много этих прекрасных животных с красными кокардами. Я рад вам сообщить, что это первый город где животные с красными кокардами говорят нам, что во время исполнения песни «Бабки в шапку» мы занимаемся попрошайничеством. Я рад вам сообщить, что это один из немногих городов, где мы вспоминаем песню «Кури бамбук».

2 августа суд приговорил музыканта к административному аресту на 10 суток. Причиной ареста послужили сделанные на концерте высказывания в адрес милиции. В камере Иван Алексеев записал видеоизвинение перед сотрудниками милиции, которое позже стало припевом песни «10 суток в раю», описывающей время, проведённое исполнителем под арестом, и содержащей очень серьёзную критику милиции. В интервью рэпер на вопрос о записанном видеоизвинении ответил так: «Ну, на самом деле, извинения в камере — это грубый сарказм. Я изначально был удивлён, что даже сама милиция их восприняла в буквальном смысле. Я попал в такую замысловатую ситуацию. Мне не давали связаться ни с адвокатом, ни с продюсером — ни с кем обсудить у меня не было возможности этот момент. Дело в том, что во время заседания суда мой адвокат от моего лица заявил, что я, дескать, готов дать извинения через СМИ, если ко мне будет проявлено какое-то снисхождение. Он считал, что это очень хорошая идея, и всячески настаивал на этом. Соответственно, никакого снисхождения ко мне проявлено не было, но про этот пункт мне позже напомнили. При этом, прозрачно намекнули, что может быть возбуждено уголовное дело по статье 319 уголовного кодекса, что, конечно, гораздо более печально, чем 10 суток в перспективе. И я решил выйти из ситуации таким образом и написать такое ироничное извинение и прочитать его на камеру». Из-за ареста Noize MC не смог выступить на фестивалях «Доброфест» и «Snickers Урбания».

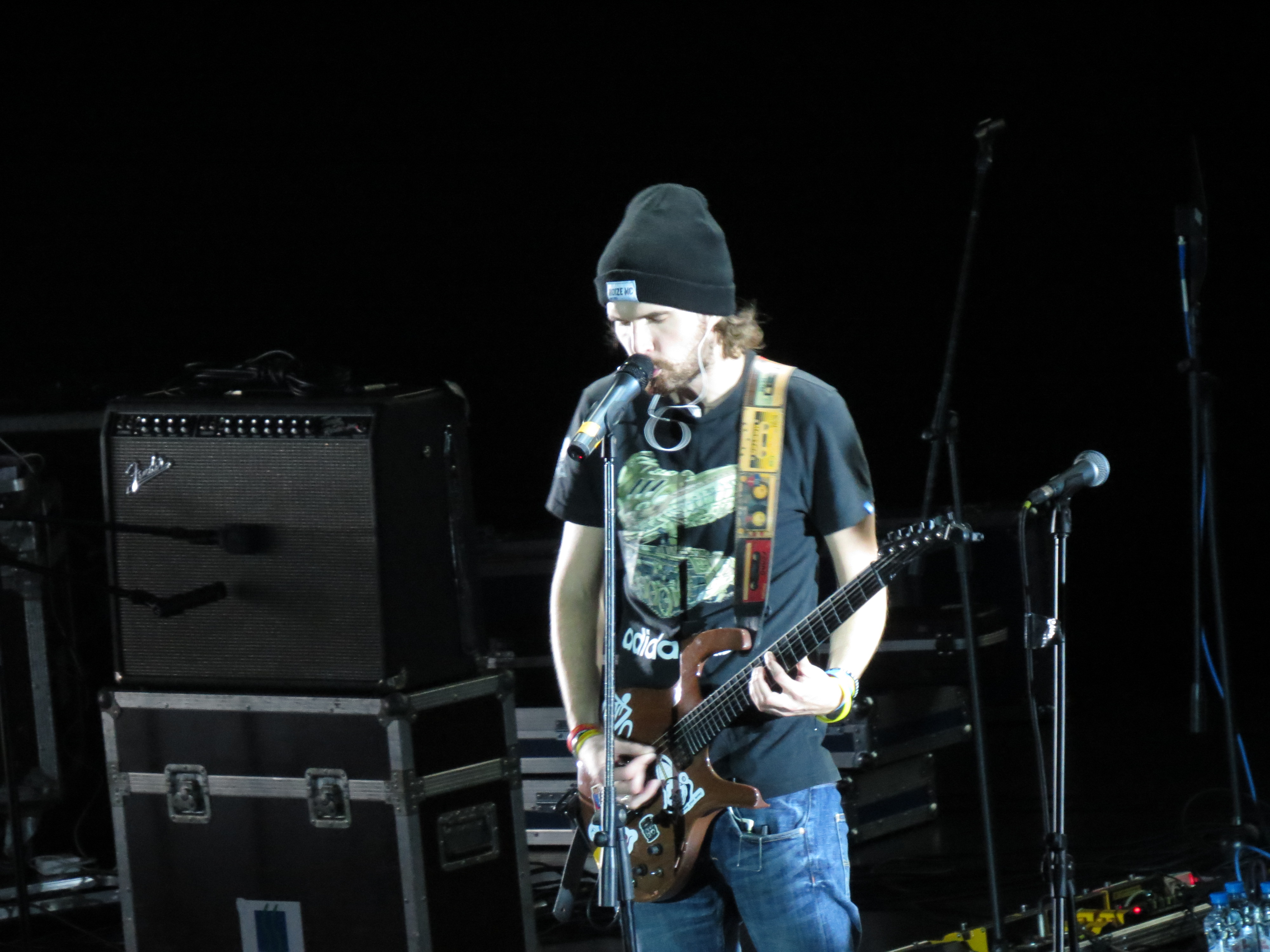
Noize MC на концерте «#РокУзник» в поддержку «узников 6 мая» в ТКЗ «Мир» 22 сентября 2013 года

13 августа 2010 года был отменён концерт в Чебоксарах. Как сообщила пресс-служба артиста, выступление Noize MC на хип-хоп-фестивале «Кофемолка» в Чебоксарах отменено. Организаторы позвонили продюсеру Noize MC Григорию Зорину, и попросили не приезжать в Чебоксары. Они сослались на некое «указание сверху», отказавшись выдать источник запрета.
10 ноября 2011 года, в день профессионального праздника сотрудников МВД, Noize MC выпустил клип на английском языке «Bring me your money», в котором он исполняет роль российского полицейского, собирающего взятки. Припев песни содержит слова: «Отдай мне свои деньги во имя закона! Настало время опустошить свой карман — отдавай мне свои деньги!» («Bring me your money in the name of the law // It’s time to make your pocket clean // Bring me your money — bring, bring, bring»).
24 декабря 2011 года принял участие в митинге «За честные выборы», который проходил в Казани, и исполнил песню-ответ «Сам г…н!» на высказывание Владимира Путина о контрацептивах. Также в интервью Noize MC отмечал, что он сочувствует и более позднему «Маршу миллионов», хотя и не смог принять в нём участие по семейным обстоятельствам.
12 сентября 2012 года Департамент культуры Москвы отменил концерт Noize MC в Зелёном Театре, запланированный на 15 сентября, в связи с тем, что репертуар группы «не вписывается в концепцию ЦПКиО им. Горького как парка культуры и отдыха», а руководство парка «не заинтересовано в проведении мероприятия» из-за «возмущённых отзывов от общественности по поводу выступлений в парке групп, исполняющих песни, содержащие ненормативную лексику». Однако после встречи менеджмента Noize MC и представителей Департамента культуры было принято решение о том, что концерт в Зелёном Театре все же состоится без использования ненормативной лексики.
14 августа 2014 года Noize MC выступил на львовском фестивале с флагом Украины на талии в знак дружбы между двумя народами.
В августе 2014 года Noize MC выступил на фестивале Kubana. Сразу после слов Noize MC «Давайте поговорим с вами об украинском нацизме. Кто из вас был во Львове, поднимите руки» прямая интернет-трансляция фестиваля была остановлена организаторами. Дальнейшими словами Noize MC были следующие слова: «Ну что, есть там украинский нацизм? А кто не был, вы что думаете? Так вот, я там был — никакого нацизма нет. Есть люди, которые устали всё это терпеть, и есть президент, который наворовал столько, сколько уже невозможно сосчитать». В дальнейшем Noize MC отмечал, что «во время исполнения русско-украинской песни „Танці“ нам просто выключили звук на середине трека». В знак протеста Noize MC исполнил совместный трек с «Anacondaz» голым. Исполнение произошло после часа ночи на малой сцене.
В августе 2014 года КПРФ выдвинула предложение о запрете выступлений в России Андрея Макаревича и Noize MC из-за того, что они, по мнению партии, «по сути поддерживают карательную операцию киевской хунты на Донбассе». Noize MC ответил на данное предложение новой песней «Come $ome All» (Тоталитарный трэпъ).
В первой половине октября 2014 года у Noize MC отменялись концерты в Омске, Красноярске, Владивостоке, Иркутске, Хабаровске, Курске и благотворительный концерт в Белгороде. В качестве причин отмены указывались плохая продаваемость билетов и «нехватка площадок». Организатор концерта в Белгороде указал следующую причину: «Концерт не дал провести Совет безопасности администрации города Белгорода, по причине „возможных провокаций“. Никакие наши гарантии, увы, не смогли изменить это решение». По подсчётам Noize MC, в ближайшее время после выступления на Украине было отменено более 60 % концертов группы. Иван Алексеев отмечает, что причинами для отмены являлось «давление властей», а также проверки концертов сапёрами и представителями ФСКН. В качестве яркого примера давления Noize MC приводит тот факт, что представители власти «даже встречали группу в гостиницах и на вокзалах» с целью воспрепятствовать проведению концертов в любых альтернативных местах.
В апреле 2015 года после совещания в администрации Краснодара прокуратура города выразила своё опасение, что перед предстоящим концертом Noize MC и во время него возможны инциденты, спровоцированные противниками музыканта («нереестровыми казаками»). Организаторами краснодарского концерта было принято решение отменить мероприятие. Последующие концерты в весеннем гастрольном графике артиста были проведены без происшествий.
28 июня 2018 года московский адвокат Сергей Афанасьев сообщил, что прокуратура по его заявлению начала проверку песни «Чайлдфри» Noize MC и Монеточки на предмет, по его мнению, имеющего место в песне призыва подростков к суициду, так как в ней поётся: «Послушай мой совет в формате MP3: не жди, пока состаришься, скорей умри. Жаль, что твои родители не чайлдфри. Гори в аду, в аду гори». Проректор по науке Государственного института русского языка имени А. С. Пушкина Михаил Осадчий сказал следующее: «Если внимательно читать данный текст, то в нём мы увидим не пропаганду самоубийства, не подстрекательство к самоубийству, а высмеивание этого самоубийства, совершённого под влиянием средств массовой информации. Текст, конечно, посвящён отрицательному влиянию на человека информационного поля современного общества».
В августе 2018 года Noize MC принял участие в фестивале «Нашествие», который в этом году сотрудничал с Министерством обороны. Noize MC исполнил антимилитаристскую песню «Люди с автоматами», указав, что она предназначена «Воображаемым Силам Российской Федерации и Министерству нападения», и также отметив, что очень ждёт того времени, когда вооружённые силы станут бесполезными. Первый заместитель председателя комитета Госдумы по обороне Александр Шерин возмутился неуважением рэпера к армии, высказал мнение, что такие действия музыканта были нужны для пиара, назвал его «фриком» и посоветовал ему посетить военные сборы.
В ноябре 2018 года Noize MC принял участие в концерте «Я буду петь свою музыку». Мероприятие было спонтанно организовано движением «Солидарность» и приурочено к аресту рэпера Хаски, два концерта которого ранее грубо сорвали, объяснив проверкой на экстремизм, и тем самым вынудили выступать на улице. Рэперу вынесли обвинение в мелком хулиганстве (ч. 2 ст. 20.1 КоАП) и приговорили к 12 суткам ареста. Позже решение отменили, а самого Хаски выпустили, однако концерт всё равно состоялся. Noize MC принял в нём участие из солидарности, многократно ссылаясь на подобные задержания его самого ранее. В концерте также приняли участие известные рэп-исполнители Oxxxymiron и Баста. Самой большой неожиданностью стало то, что под конец концерта Баста, Noize MC и Oxxxymiron совместно исполнили песню «Моя игра», а поддержать музыкантов на сцену вышли такие артисты, как Face, Markul, Thomas Mraz, Рома Жиган, Бледный из группы 25/17 и многие другие.
В сентябре 2019 Noize MC презентовал композицию «Всё как у людей», которая вошла в трибьют-альбом Егору Летову «Без меня». В песне музыкант жёстко раскритиковал происходящее в России, затронув актуальные социальные и политические темы. Через некоторое время депутат «Единой России» Эрнест Макаренко заявил, что будет добиваться запрета данного исполнителя, который, по его мнению, вредит молодёжи своим творчеством. Однако в «Единой России» осудили инициативу однопартийца.
В декабре 2021 года Председатель Следственного комитета Александр Бастрыкин поручил Главному следственному управлению изучить обращение инициативной группы о проверке деятельности рэперов Noize MC и Oxxxymiron. «Инициаторы обращения отмечают, что в своём творчестве эти исполнители пропагандируют негативное отношение к сотрудникам правоохранительных органов, также усмотрены попытки реабилитации нацизма и экстремистской деятельности», — говорилось в сообщении. 2 декабря пользователь LiveJournal Дмитрий Якушев перепечатал якобы полученное им обращение, совпадающее с описанием СКР. Его авторы, имена которых не указаны, просили господина Бастрыкина «обратить внимание на преступную деятельность так называемых рэперов». После публикации сообщения СКР господин Якушев заявил, что обращения не было, опубликованный им текст был сатирой, которую СК воспринял буквально. «Блин. Остановитесь. Не было никакого „Обращения группы патриотов“. Это же была шутка. Вымышленное обращение, специально написанное в идиотской форме, сатира на наше время»,— написал он в LiveJournal.
Осудил вторжение России на Украину в феврале 2022 года. В совместном заявлении Noize MC и Монеточки сказано, что они выступают против «чудовищной и бесчестной войны, развязанной российскими властями против Украины». «Мы считаем своим долгом не только открыто заявлять о своем несогласии, но и помогать тем, чью жизнь перечеркнула война». В апреле—мае 2022 года Noize MC и Монеточка провели серию концертов под названием «Voices of Peace» («Голоса мира») в десяти странах Европы, средства от которых направились в польский благотворительный фонд Siepomaga на «медицинскую, продовольственную, правозащитную и прочую гуманитарную помощь» для украинских беженцев. Музыканты сообщили, что по итогам концертов, в благотворительный фонд направилось 340 тысяч евро. 24 февраля 2023 года в Стамбуле был дан 11-й концерт благотворительного тура, на котором было собрано ещё 80 тысяч евро.
18 ноября 2022 года Министерством юстиции России внесён в список физических лиц «иностранных агентов».

## Концертная группа

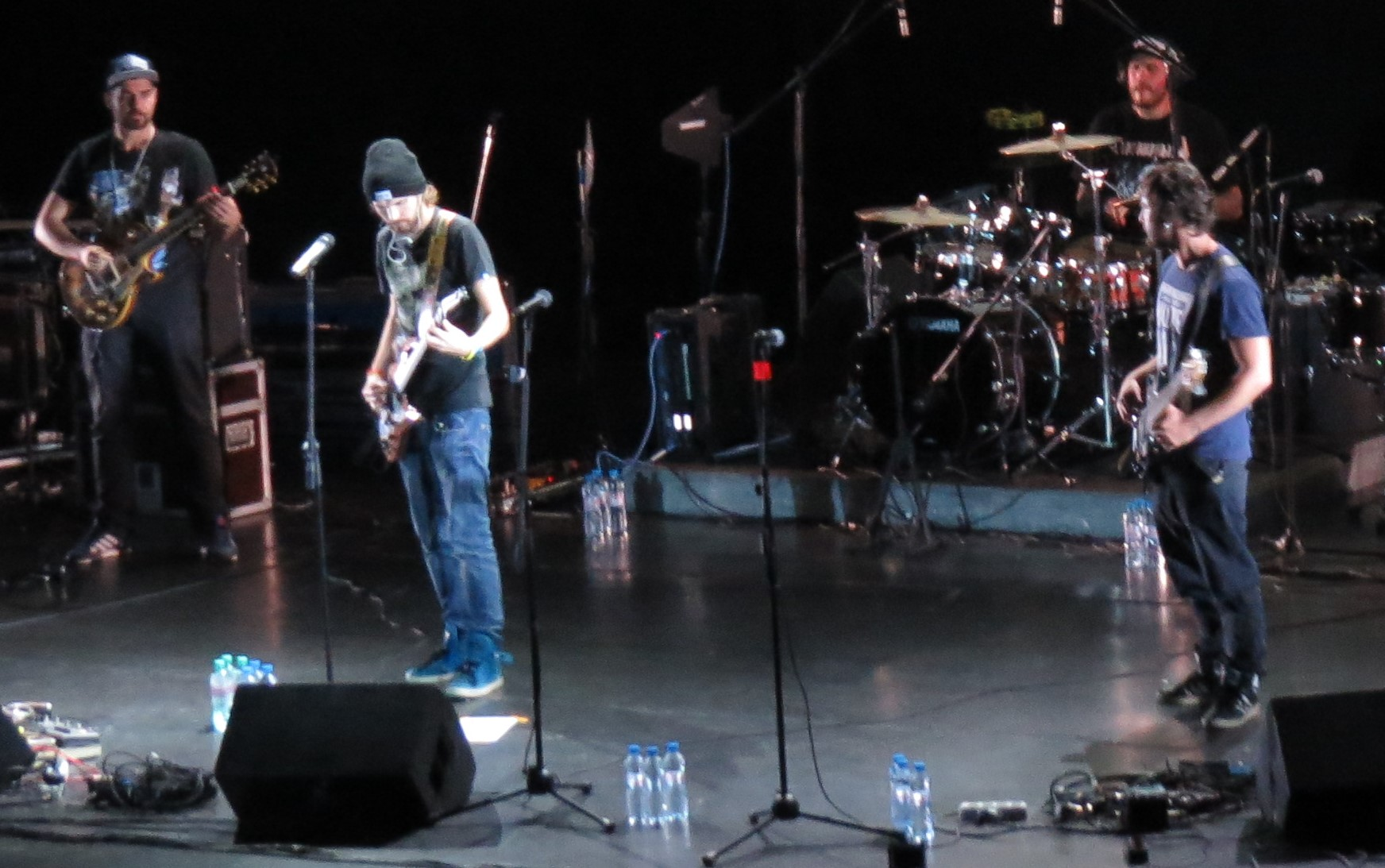
Концертная группа Noize MC на концерте «#РокУзник» в поддержку «узников 6 мая» в ТКЗ «Мир» 22 сентября 2013 года

Большинство выступлений Noize MC проходят под аккомпанемент альтернативной группы Protivo Gunz, созданной им в 2003 году. Текущее состояние группы отражается в комментарии администрации официального форума Noize MC:

Когда Noize MC ещё не был подписан на лейбле, то группа Protivo Gunz существовала как параллельный проект. После подписания контракта дабы не запутывать пользователей, всё было объединено под брендом «Noize MC»…

Также на некоторых крупных концертах присутствуют скрипач, виолончелист, саксофонист, тромбонист и трубач.
В настоящее время группа имеет следующий состав:
- Иван «Noize MC» Алексеев — вокал, битбокс, электро- и акустическая гитары, бас-гитара, клавишные, музыка, автор (2003 — настоящее время)
- Александр «Кислый» Кислинский — 5-струнная бас-гитара, идеи, бэк-вокал (2003 — настоящее время)
- Дмитрий Лаврентьев — гитара (2022 — настоящее время)
- Шот aka «DJ Stufford»[129] — скрэтчинг, сэмплинг, битбокс, перкуссия, гитара, бэк-вокал (2013 — настоящее время)
- Евгений Стадниченко — барабаны (2022 — настоящее время)

Бывшие участники:
- Андрей Пих — ударные (2003—2005)
- Станислав «DJ Mos» Аммосов — скрэтчинг, семплинг (2012—2013)
- Сергей Скворцов — дополнительная гитара (2011—2013)
- Павел «Pa$hock» Тетерин — гитара (2004—2005), ударные (2005—2014[130])
- Михаил Козодаев — ударные (2014—2017[131])
- Григорий «Грэгор» Карпов — ударные (2017)
- Максим Крамар — клавишные, гитара, бэк-вокал (2005—2017)
- Владимир Зиновьев — барабаны, перкуссия (2017—2022)

Noize MC на концертах использовал гитары Gibson SG Special, Gibson Explorer, но в связи с проблемами со спиной, вызванными неудачным прыжком со сцены в Магадане в конце 2011 года, он стал играть на гитаре Yamaha SLG130NW. Сам музыкант прокомментировал это так: «Видимо, это мой новый концертный инструмент, потому что я классический гитарист и привык играть ногтями на нейлоне… Я вдруг открыл, что все мои классические умения не пропали и теперь их можно очень просто использовать во всей своей музыке». Однако уже в сентябре 2012 года он начал играть на Parker USA Fly Deluxe w/Piezo.
Временная шкала

## Дискография

### В составе V.I.P. (Noize MC, Adik, MC N, MC Stans)
- 1997[133] — «Думать о тебе»

### В составе Face2Face (Noize MC и Adik)
- 2001 — «Не нравится, не ешь!»
- 2002 — «Лирика белых стен»
- 2003 — «13 кадров»

### В составе группы Noize MC
Студийные альбомы
- 2008 — The Greatest Hits Vol. 1 (переиздание The Greatest Hits Vol. 2 в 2010)
- 2010 — «Последний альбом»
- 2012 — «Новый альбом»
- 2013 — Protivo Gunz
- 2013 — «Неразбериха»
- 2014 — Hard Reboot (переиздание Hard Reboot 3.0 в 2015)
- 2016 — «Царь горы»[134]
- 2018 — «Хипхопера: Орфей & Эвридика»[135]
- 2021 — «Выход в город»
- 2025 — «Не все дома»

Саундтрек-альбомы
- 2009 — «Розыгрыш»

Мини-альбомы
- 2018 — «No Comments»

Концертные альбомы
- 2008 — «Заполняйте зал, я сказал!»
- 2009 — «Точка (3 ноября 2008)»
- 2011 — «Жечь электричество!»
- 2012 — «Живой Zвук»
- 2015 — «*кустик*»[136]
- 2019 — «XV»[137]
- 2022 — «Voyager-2 (Live at Stadium)»

Сборники
- 2006 — «Mp-3 Collection»
- 2011 — «Unreleased»
- 2013 — «MP3 Collection Vol.1»[138]
- 2014 — «MP3 Collection Vol.2»[139]

Видеоальбомы
- 2009 — «Live: Клуб Точка»
- 2010 — The Greatest Hits Vol. 2
- 2011 — «Жечь электричество!»

Синглы
- 2013 — «Жвачка» (video edit)
- 2015 — «Порвав поводок» (Из к/ф «Ёлки Лохматые»)
- 2015 — «Make Some Noize»
- 2015 — «Jingle Bellz»
- 2016 — «Lenin Has Risen»
- 2016 — «Чайлдфри» (при уч. Монеточка)
- 2017 — «Лето в столице» (при уч. SunSay & MC Fame)
- 2017 — «Коррозия Хип-Хопа»
- 2018 — «Голос & Струны (Орфей)»[140]
- 2018 — «Вряд ли боги соблаговолят нам (Орфей и Эвридика)» (при уч. Leila)[141]
- 2018 — «Орфей vs. Прометей» (при уч. Олег Груз, Александра Александрина)[142]
- 2018 — «Романс (Эвридика и Орфей)» (Leila при уч. Noize MC)
- 2018 — «Мантра (Орфей)»[143]
- 2018 — «Люди с автоматами» (при уч. Swanky Tunes & Монеточка)
- 2018 — «Следы на спине»
- 2018 — «200+»
- 2019 — «Chasing the Horizon» (при уч. Sonny Sandoval)
- 2019 — «Почитай старших»
- 2020 — «Последний министр» (из «Последний министр»)
- 2020 — «26.04»
- 2020 — «Давай сбежим» (при уч. Damilola Karpow)
- 2020 — «Катацумури» (при уч. Линда)
- 2020 — «Лига легенд»
- 2020 — «Живи без остатка» (при уч. Монеточка)
- 2020 — «Вояджер-1»
- 2022 — «Страна дождей»
- 2023 — «Кооператив „Лебединое озеро“»
- 2024 — «Open Air»
- 2024 — «Kalinka»
- 2024 — «Светлая полоса»

•  2025 — Причины для радости
•  2025 — Не все дома
•  2025 — Соловьи
•  2025 — Атлантида
•  2025 — Молчанка
•  2025 — Зубная фея 
•  2025 — Никто не пострадал 
•  2025 — Криокамеры

## Фильмография
- 2008 — «Розыгрыш» — Игорь Глушко
- 2012 — «Детка» — камео
- 2014 — «HARD REBOOT[144]» — в роли самого себя
- 2015 — «Про любовь» — камео
- 2018 — «BEEF: Русский хип-хоп» — в роли самого себя

## Видеоклипы
Как основной артист
| Год  | Название                                                                    | Режиссёр(ы)                          | Альбом                           |
| ---- | --------------------------------------------------------------------------- | ------------------------------------ | -------------------------------- |
| 2006 | Песня для радио                                                             | П. Колобаев                          | The Greatest Hits Vol. 1         |
| 2007 | За закрытой дверью                                                          | П. Колобаев                          | The Greatest Hits Vol. 1         |
| 2008 | Моё море                                                                    | П. Колобаев                          | The Greatest Hits Vol. 1         |
| 2009 | Из окна                                                                     | П. Колобаев                          | The Greatest Hits Vol. 1         |
| 2009 | Палево!                                                                     | Вадим Онофрийчук                     | The Greatest Hits Vol. 1         |
| 2009 | Кантемировская                                                              | Migel Grase                          | The Greatest Hits Vol. 1         |
| 2009 | Выдыхай                                                                     | Виктор Вилкс                         | The Greatest Hits Vol. 1         |
| 2010 | Мерседес S666 (Дорогу колеснице)                                            | Иван Алексеев                        | «Последний альбом»               |
| 2010 | Мизантроп-рэп                                                               | Хиндрек Маасик                       | «Последний альбом»               |
| 2010 | Ctrl+Alt+Del                                                                | Хиндрек Маасик                       | The Greatest Hits Vol. 2         |
| 2010 | 10 суток (Сталинград)                                                       | Иван Алексеев                        | сингл, бесплатная ЦД             |
| 2010 | Побрей звезду                                                               | Михаил Приходько                     | сингл, бесплатная ЦД             |
| 2010 | Мерседес 777                                                                | Михаил Приходько                     | сингл, бесплатная ЦД             |
| 2011 | Ругань из-за стены                                                          | Александр Маков                      | «Последний альбом»               |
| 2011 | Вот и всё. Ну и что?                                                        |                                      | «Последний альбом»               |
| 2011 | Сам                                                                         | Хиндрек Маасик                       | «Новый альбом»                   |
| 2011 | Брынь-брынь-брынь                                                           | Александр Башилов                    | «Новый альбом»                   |
| 2011 | Пушкинский рэп                                                              | Д. Макаров                           | «Новый альбом»                   |
| 2011 | ШлакваШаклассика!                                                           | Александр Башилов                    | «Новый альбом»                   |
| 2011 | Гимн понаехавших провинциалов                                               | Даниил Fay                           | «Последний альбом»               |
| 2012 | Вселенная бесконечна?                                                       | Д. Багновский, К. Тарзян             | «Новый альбом»                   |
| 2012 | Танці (при участии Олега Скрипки)                                           | Д. Manifest                          | «Новый альбом»                   |
| 2012 | Yes Future                                                                  | М. Приходько                         | «Новый альбом»                   |
| 2013 | За…лись!                                                                    | Д. Шеблакин                          | «Новый альбом»                   |
| 2013 | Бассейн                                                                     | А. Маков                             | «Новый альбом»                   |
| 2013 | Общага                                                                      | М. Приходько, Д. Чмырь               | Protivo Gunz                     |
| 2013 | Жвачка                                                                      | А. Маков                             | «Неразбериха»                    |
| 2013 | Нету паспорта                                                               | М. Приходько                         | «Неразбериха»                    |
| 2014 | Влиятельные покровители                                                     | Илья Прусикин, Данила Поперечный     | «Неразбериха»                    |
| 2014 | Капитан Америка (Не берёт трубу)                                            | Алина Пязок, Данила Поперечный       | «Неразбериха»                    |
| 2014 | Сгораю                                                                      | Д. Веников                           | Hard Reboot                      |
| 2014 | Come $ome All                                                               | М. Шишов                             | Hard Reboot                      |
| 2015 | Порвав поводок                                                              | М. Свешников                         | Hard Reboot 3.0                  |
| 2015 | Роботы / 噪音MC-机器人                                                      | Михаил Приходько                     | Hard Reboot 3.0                  |
| 2015 | Снайпер                                                                     |                                      | Hard Reboot 3.0                  |
| 2015 | Говорящие головы                                                            | Михаил Приходько                     | Hard Reboot 3.0                  |
| 2015 | Иордан (при участии «Atlantida Project»)                                    | А. Дроздов-Счастливцев               | Hard Reboot 3.0                  |
| 2015 | U!                                                                          | Илья Соловьёв                        |                                  |
| 2015 | Jingle Bellz                                                                | Д. Валиков                           | сингл                            |
| 2016 | Сохрани мою речь                                                            | Р. Либеров                           | Hard Reboot 3.0                  |
| 2016 | Make Some Noize                                                             | А. Дроздов-Счастливцев               | «Царь горы»                      |
| 2016 | Lenin Has Risen                                                             | А. Терехов                           | сингл                            |
| 2016 | Питерские крыши                                                             | И. Дроздова-Счастливцева             | «Царь горы»                      |
| 2017 | Грабли                                                                      | Л. Грачёва                           | «Царь горы»                      |
| 2017 | Марафон                                                                     | Иван Алексеев                        | Чайлдфри (сингл)                 |
| 2017 | Чайлдфри (при участии Монеточка)                                            | А. Сеитов                            | «Царь горы»                      |
| 2017 | Коррозия хип-хопа                                                           | Noize MC                             | сингл                            |
| 2018 | Голос & Струны                                                              | И. Егоров                            | «Орфей & Эвридика»               |
| 2018 | Без нас                                                                     | Марина Брежнева, Максим Еруженец     | «Орфей & Эвридика»               |
| 2018 | Следы на спине                                                              | Вячеслав Курдюков                    | сингл                            |
| 2018 | 200+                                                                        | Михаил Приходько                     | сингл                            |
| 2018 | В темноте                                                                   | Крутяков Роман, Тарковская Екатерина | No Comments                      |
| 2019 | Всё как у людей                                                             | Леонид Алексеев                      | «Без меня. Трибьют Егора Летова» |
| 2019 | Сһаѕing the Horizon (при участии Sonny Sandoval from P.O.D)                 | Sasha.A.Logov                        | сингл                            |
| 2019 | Почитай старших                                                             | Ладо Кватания                        | сингл                            |
| 2020 | 26.04                                                                       | Алексей Терехов                      | «Выход в город»                  |
| 2020 | Лига легенд                                                                 | Виталий Капитонов                    | сингл                            |
| 2020 | Живи без остатка (при участии Монеточка)                                    |                                      | сингл                            |
| 2020 | Вояджер-1                                                                   | Леонид Алексеев                      | «Выход в город»                  |
| 2021 | Век-Волкодав                                                                | Леонид Алексеев                      | «Сохрани мою речь навсегда»      |
| 2021 | Выход в город                                                               | Виталий Капитонов, Леонид Алексеев   | «Выход в город»                  |
| 2021 | Вселенная Бесконечна? (Кавер)(при участии Сёстры, тима ищет свет, ВЕРЕНИЦА) | Алексей Колонтаев                    | сингл                            |
| 2021 | Сопротивление воздуха                                                       | Слава Сыркин                         | «Выход в город»                  |
| 2021 | Миокард                                                                     | Krok Films                           | «Выход в город»                  |
| 2022 | Столетняя война                                                             | Krok Films                           | «Выход в город»                  |
| 2022 | Вуду                                                                        |                                      | «Выход в город»                  |
| 2022 | Криокамеры                                                                  | Н. Туляходжаев                       | «Не все дома»                    |
| 2022 | Страна дождей                                                               | Noize MC                             | «Не все дома»                    |
| 2024 | Open Air                                                                    | Noize MC                             | «Не все дома»                    |
| 2024 | Kalinka                                                                     | Noize MC                             | сингл                            |
| 2025 | Не все дома                                                                 | Noize MC                             | «Не все дома»                    |
| 2025 | Зубная фея                                                                  | Хельга Штенцель                      | «Не все дома»                    |

Как приглашённый артист
| Год  | Название                                                                        | Режиссёр(ы) | Альбом                      |
| ---- | ------------------------------------------------------------------------------- | ----------- | --------------------------- |
| 2010 | «Болт» («Ляпис Трубецкой» при участии Noize MC)                                 |             | «Парад-Алле»                |
| 2011 | «Бред сивой кобылы» («Кирпичи» при участии Noize MC)                            |             | «Новые Кирпы Моо Фок»       |
| 2012 | «Отвези меня в аэропорт» (Мэт Квота и Паша Моржара при участии Noize MC)        |             |                             |
| 2012 | «Микромир» (RasKar при участии Noize MC)                                        |             | «Молодые львы»              |
| 2013 | «All Day Originals» (Noize MC Remix) (Run-D.M.C. & A-Trak при участии Noize MC) |             |                             |
| 2013 | «Нам нельзя» (Дай 5ять при участии Noize MC)                                    |             | «Дай 5ять»                  |
| 2019 | «Пусть они умрут» (Anacondaz при участии Noize MC)                              |             | «Мои дети не будут скучать» |

## Сотрудничество
| Исполнитель / группа                      | Песня                                     | Альбом                                               | Год выпуска | Участие |
| ----------------------------------------- | ----------------------------------------- | ---------------------------------------------------- | ----------- | ------- |
| Adik 228                                  | Родителям…                                | Самогон                                              | 2004        | feat    |
| Adik 228                                  | Как много девушек                         | Самогон                                              | 2004        | feat    |
| Дабац                                     | Владимирский Централ                      | Из подполья на танцполы 2                            | 2005        | feat    |
| P.R.                                      | Единые рэпом                              | Начало большого конца                                | 2007        | feat    |
| Тараканы!                                 | Властелины вселенной                      | Unplugged Unlimited                                  | 2008        | feat    |
| Илья Духовный                             | Параллели                                 | Московский жиголо OST                                | 2008        | текст   |
| Чен                                       | Делай сам продакшн                        | Д. С. П.                                             | 2009        | feat    |
| Ляпис Трубецкой                           | Капитал                                   | Парад-Алле                                           | 2009        | remix   |
| Вася Васин                                | Не силясь преуспеть за скоротечной модой… | Демонстрация Достижений                              | 2009        | feat    |
| Radio Чача                                | Элвис Пресли (наших дней)                 | Live slow. Die old                                   | 2010        | текст   |
| Radio Чача                                | Плакаты                                   | Live slow. Die old                                   | 2010        | текст   |
| Radio Чача                                | 2030                                      | Live slow. Die old                                   | 2010        | текст   |
| Radio Чача                                | Вон из дома                               | Live slow. Die old                                   | 2010        | текст   |
| Radio Чача                                | Влюблённый металлист                      | Live slow. Die old                                   | 2010        | текст   |
| Виктор Цой                                | Мы хотим танцевать                        | КИНОпробы. Рэп-трибьют                               | 2010        | cover   |
| Comme-Il-Faut                             | Скит от RE-pac & Noize MC                 | Куча мелочей приятных                                | 2010        | skit    |
| Maestro A-Sid                             | Родная                                    | Позитивный настрой                                   | 2010        | feat    |
| Стак                                      | Freestyle                                 | Люди Сувениры                                        | 2010        | feat    |
| Кирпичи                                   | Бред сивой кобылы                         | Новые Кирпы Моо Фок                                  | 2011        | feat    |
| Таня Терёшина                             | Ближе, чем рядом                          | Открой мне сердце                                    | 2011        | автор   |
| Таня Терёшина                             | Вестерн                                   | Открой мне сердце                                    | 2011        | автор   |
| Таня Терёшина                             | Обломки чувств                            | Открой мне сердце                                    | 2011        | автор   |
| Таня Терёшина                             | Точки над i                               | Открой мне сердце                                    | 2011        | автор   |
| Таня Терёшина                             | Не верь понтам!                           | Открой мне сердце                                    | 2011        | feat    |
| Каста & Ансамбль Ростовской Консерватории | На Крыльях Любви                          | Большой Концерт С Ансамблем Ростовской Консерватории | 2011        | feat    |
| Каста & Ансамбль Ростовской Консерватории | Песня Для Радио И Из Окна                 | Большой Концерт С Ансамблем Ростовской Консерватории | 2011        | feat    |
| Тина Кароль                               | Зачем я знаю                              | 9 жизней                                             | 2011        | текст   |
| Мэт Квота & Паша Моржара                  | Отвези меня в аэропорт                    | -                                                    | 2011        | feat    |
| Вася Обломов                              | Правда                                    | Стабильность                                         | 2012        | feat    |
| Карандаш                                  | Hellp                                     | Американщина 2                                       | 2012        | feat    |
| RasKar                                    | Микромир                                  | Молодые львы                                         | 2012        | feat    |
| MO                                        | Будни                                     | 13                                                   | 2012        | feat    |
| Рычаги машин                              | Навсегда                                  | Вторжение                                            | 2012        | feat    |
| Run-DMC & A-Trak                          | All Day Originals                         | -                                                    | 2013        | remix   |
| Apofeoz Orkestra                          | Бестолковый день                          | Бестолковый день                                     | 2013        | feat    |
| Fame & ТНМК                               | Нам нельзя                                | Дай 5ять                                             | 2014        | feat    |
| 7000$                                     | Тёмную сторону силы                       | Тень независимости                                   | 2014        | feat    |
| 7000$                                     | Хозяин леса                               | Тень независимости                                   | 2014        | feat    |
| НебуНіgh                                  | Мы всего добились сами                    | Снами                                                | 2014        | feat    |
| Staisha                                   | Ctrl-Alt-Delete                           | Невошедшее и невышедшее                              | 2014        | feat    |
| Atlantida Project                         | Иордан (Original mix)                     | Мир                                                  | 2015        | feat    |
| RasKar                                    | Микромир (Remix)                          | Poom!Psshhh!                                         | 2016        | feat    |
| Atlantida Project                         | Ничего нового                             | Бездна                                               | 2016        | feat    |
| Atlantida Project                         | Гвозди                                    | Бездна                                               | 2016        | feat    |
| Виктор Цой                                | Последний герой                           | Мы вышли из Кино (трибьют Кино)                      | 2017        | cover   |
| Гражданская оборона                       | Всё как у людей                           | Без меня. Трибьют Егора Летова                       | 2019        | cover   |
| Anacondaz                                 | Пусть они умрут                           | Мои дети не будут скучать                            | 2019        | feat    |
| Лигалайз                                  | Дарвин                                    | ALI                                                  | 2020        | feat    |
| Монеточка                                 | Коза                                      | Декоративно-прикладное искусство                     | 2020        | feat    |
| Баста & Anikv                             | Поколение X                               | Баста 40                                             | 2020        | feat    |
| Каста                                     | Закипает чайник                           | Чернила осьминога (Deluxe)                           | 2021        | feat    |
| Заточка                                   | Демка                                     | Вынь да положь                                       | 2021        | feat    |
| Тараканы!                                 | Властелины вселенной                      | BeѕТ! 30                                             | 2021        | feat    |
| White Punk                                | Трансгуманизм                             | Сириус 2.0.                                          | 2021        | feat    |
| RAM & KOMMO                               | Neverland                                 | Starscream                                           | 2022        | feat    |

## Награды
- Победитель 7-го официального батла Hip-hop.ru[145].
- Лауреат премии RAMP 2009 канала A-ONE в категории «Respect RUнета»[146].
- 41-е место в рейтинге «50 звёзд» журнала Forbes (2010 г.)[147].
- Член списка «Самые авторитетные люди России — 2010» исследовательского проекта журнала «Русский репортёр»[148].
- Номинант «Лучший российский артист» MTV Europe Music Awards 2010[149].
- Лауреат ежегодной премии «Человек дождя», вручаемой радиостанцией «Серебряный дождь» за «публичный протест против произвола власти»[150].
- Победитель в конкурсах «Лучший артист года» и «Лучший альбом года» по версии телеканала A-One (декабрь 2013 г.)[151][152].
- Победитель в номинации «Хип-хоп года» премии «Music Box 2015» (ноябрь 2015 г.)
- Победитель в номинации «Шоу года» премии «Music Box 2016» за хип-хоп-оперу «Орфей и Эвридика» (ноябрь 2016 г.)
- Номинант «Лучший российский артист» MTV Europe Music Awards 2019
- Победитель в номинации «Герой десятилетия» по версии Colta.ru (2019 г.)
- 38-е место в рейтинге «50 самых успешных звёзд России» журнала Forbes (2020 г.)[153]
- Премия Московской Хельсинкской группы за защиту прав человека средствами культуры и искусства (2022)

### Интервью
- Noize MC – война и новая жизнь (Youtube-канал «вДудь» — Юрия Дудя; 27 октября 2022)
- Noize MC | Михаил & Соня Шац | "ПАПА, ЗАКРОЙ ДВЕРЬ!" | Сезон 3. Выпуск #8 (Youtube-канал «ШАЦ» — Михаила Шаца; 19 октября 2023)